# Queula
Queula é uma vila no distrito de Goa Norte, no estado indiano de Goa.

## Demografia
Segundo o censo de 2001, Queula tinha uma população de 5452 habitantes. Os indivíduos do sexo masculino constituem 52% da população e os do sexo feminino 48%. Queula tem uma taxa de literacia de 80%, superior à média nacional de 59,5%: a literacia no sexo masculino é de 85% e no sexo feminino é de 74%. Em Queula, 9% da população está abaixo dos 6 anos de idade.